# Зарчай
Зарчай (азерб. Zarçay) — река в Кельбаджарском районе Азербайджана. Протекает в горах Малого Кавказа, левый приток реки Тертер.

## Общие сведения
Река образуется при слиянии двух рек. Высота слияния — 2200 метров над уровнем моря, длина реки от слияния до устья — 6 км. На реке расположено село Зар.
2 сентября 2024 года введена в эксплуатацию построенная на реке малая гидроэлектростанция «Зар» мощностью 4,3 МВт.
Для обеспечения водой электростанции на реке возведена водозаборная установка.
Построены гидротехнические установки, обеспечивающие охрану рыб и иных живых существ, обитающих в реках, флоры и фауны.

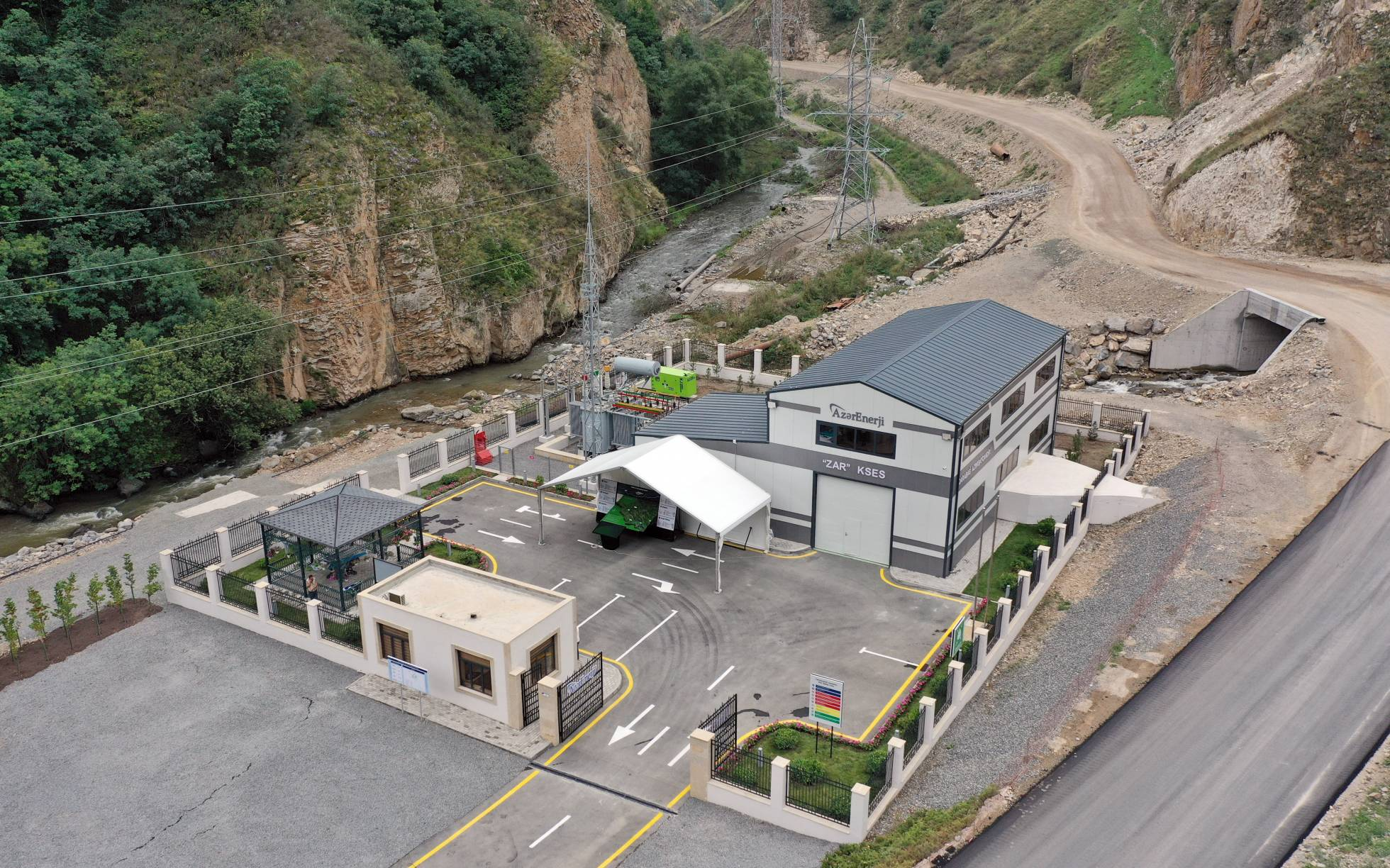
Малая ГЭС «Зар» Сентябрь 2024